# Geopark (expozice)

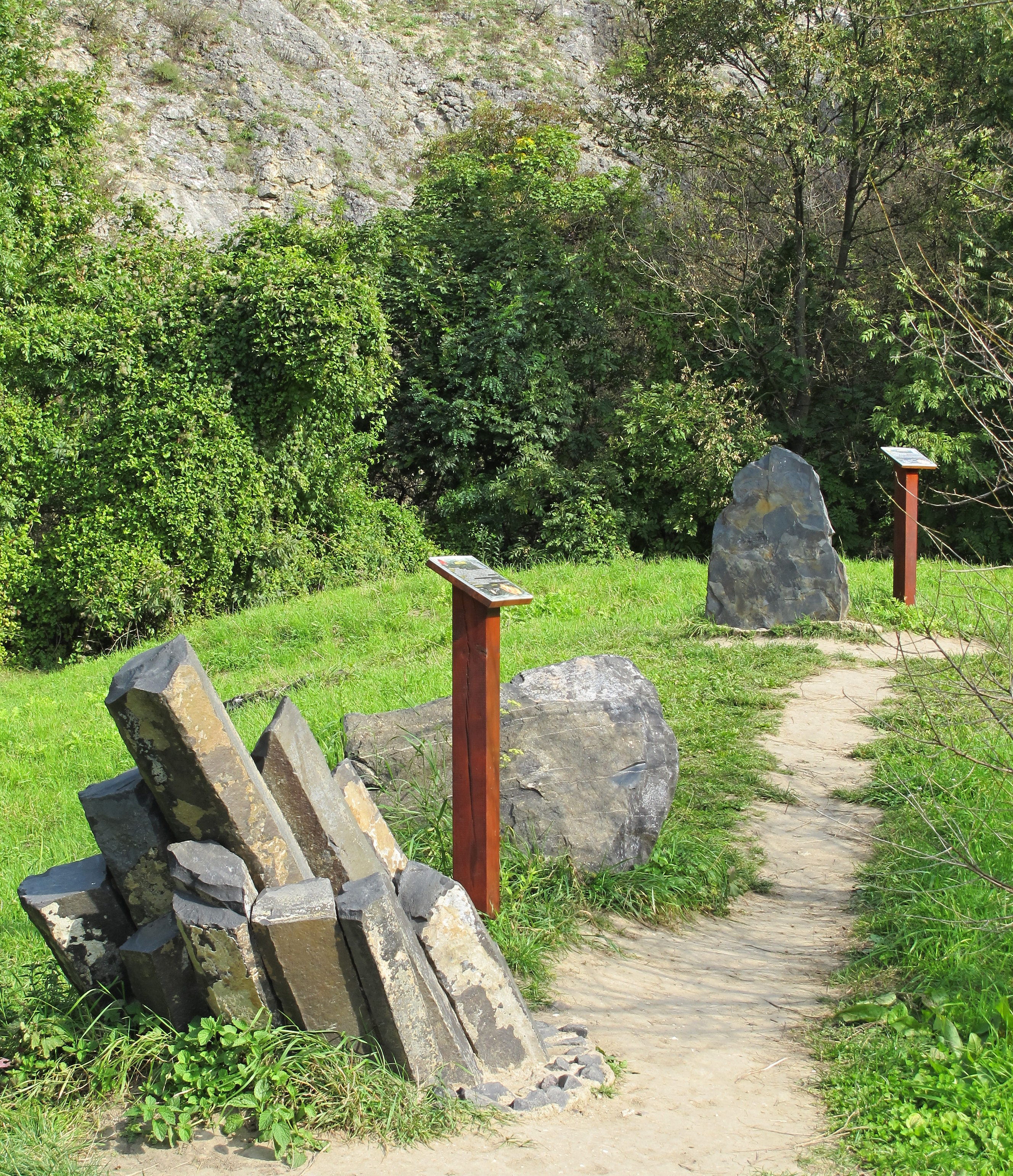
Geopark Turold

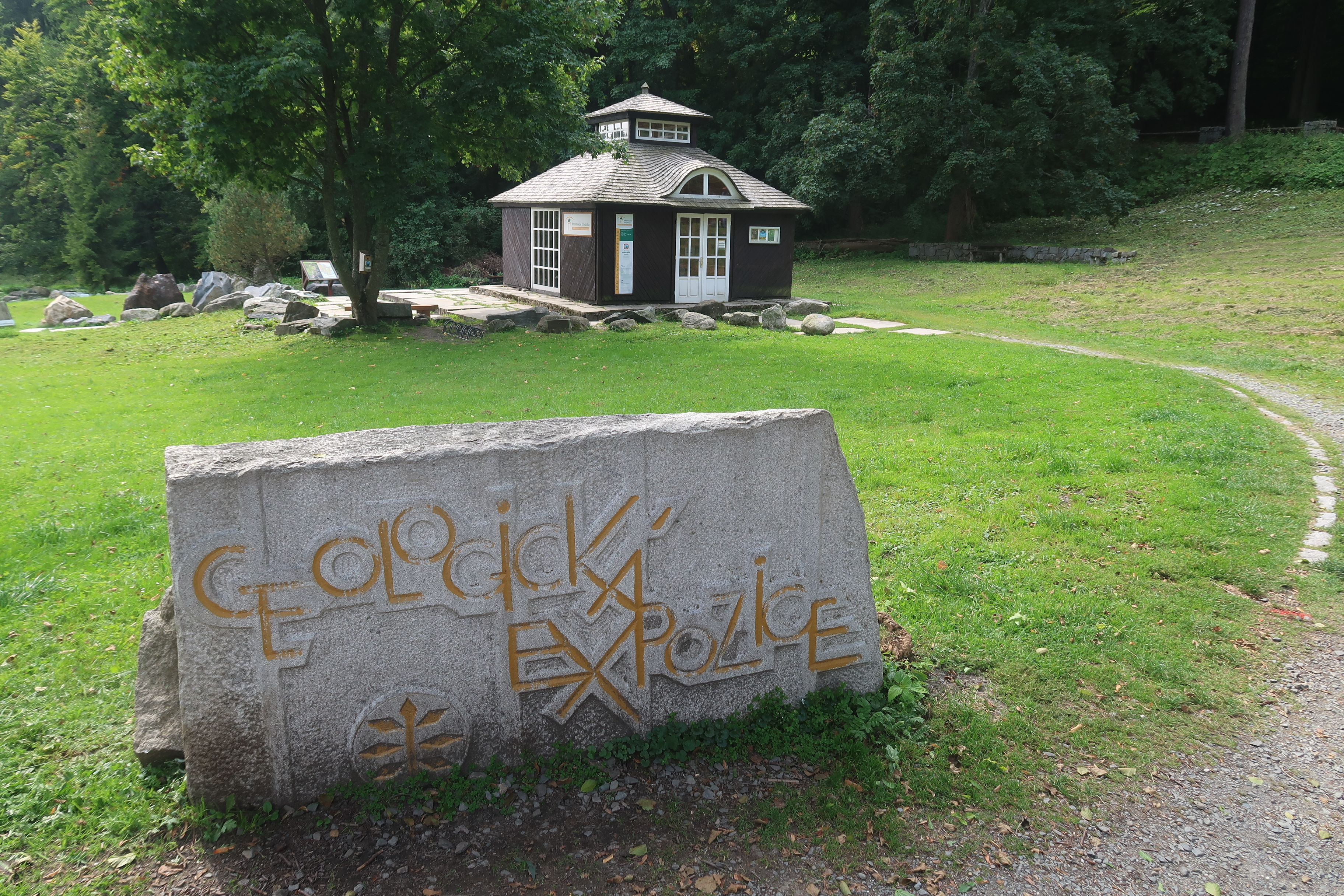
Geologická expozice, Karlova Studánka

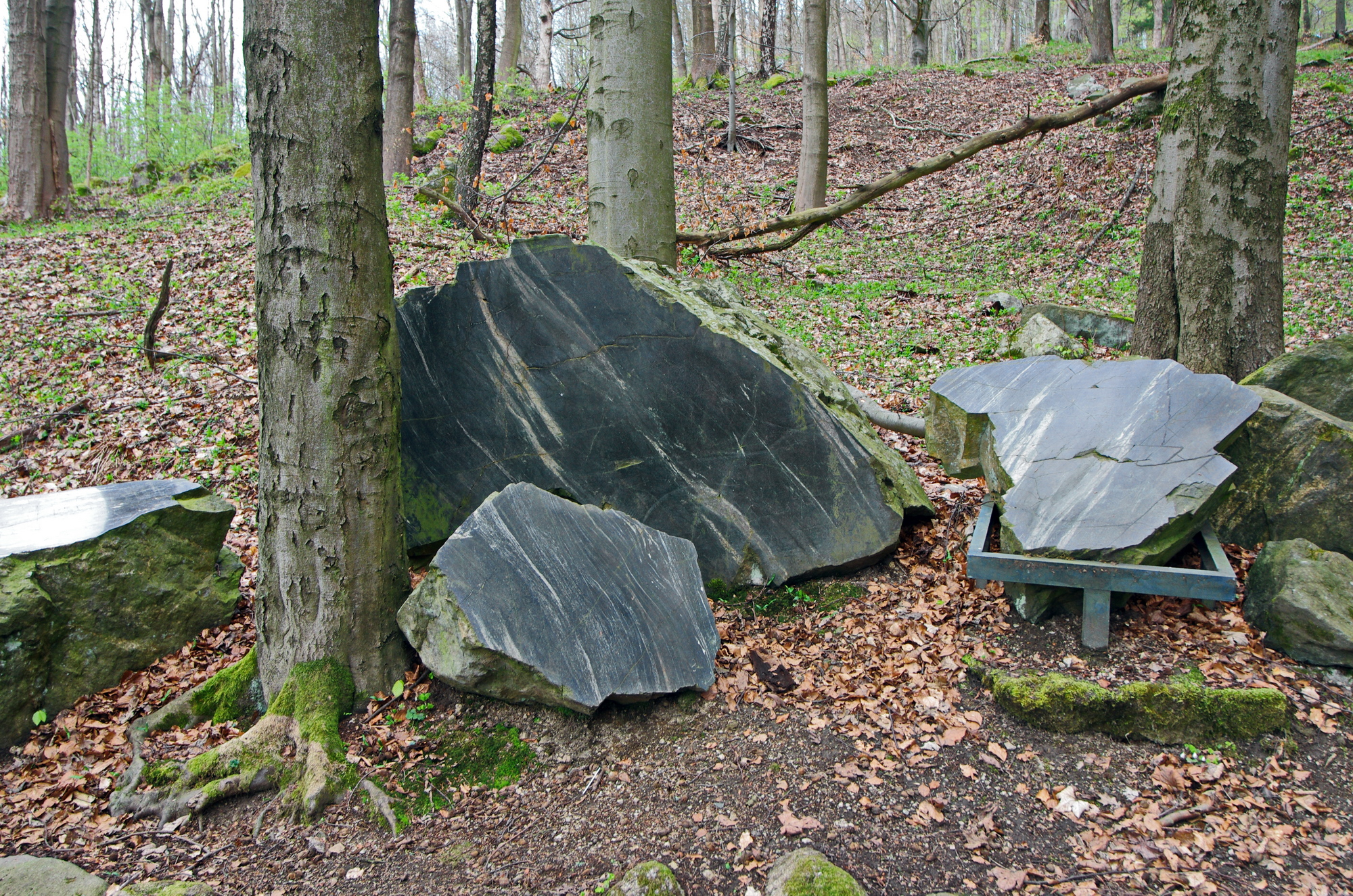
Amfibolit, Mariánské Lázně

Geologická expozice je soubor geologických exponátů, uměle shromážděných v přírodě na relativně malé ploše, obvykle veřejně přístupných a doplněných informacemi o nich; účel je především didaktický. Geologické expozice v přírodě jsou také někdy označovány jako geoparky; toto označení ale není považováno za vhodné a mělo by zůstat vyhrazeno jen pro označení rozsáhlejších, geologicky cenných území.[zdroj?]
Expozice jsou zpravidla doprovázeny výkladovými tabulemi, na nichž je popsán geologický vývoj území a vznik a výskyt jednotlivých hornin; často jsou zaměřeny především na typické horniny příslušného regionu. Na vzorcích v expozici bývají naleštěné plochy, které umožňují lépe vidět strukturu horniny. Je na nich také vidět, jaký bude povrchový vzhled kamenických výrobků z dané horniny.

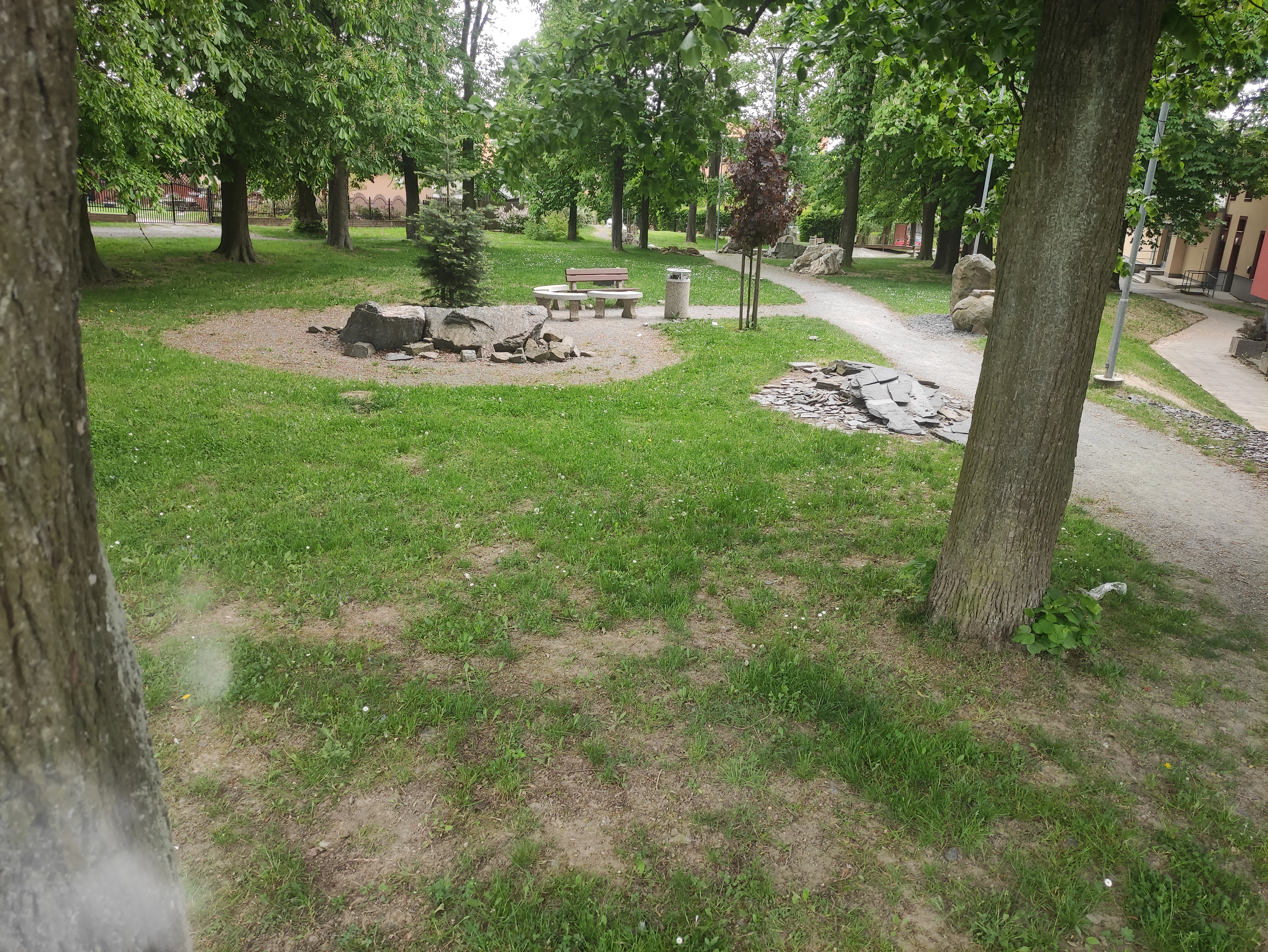
Geopark ve Vítkově

## Geologické expozice v Česku
K známým geologickým expozicím patří:
- Geologický park v Mariánských Lázních (naučná stezka zaměřená na geologickou stavbu, různorodost hornin a geobotaniku Slavkovského lesa, otevřena v létě 1988)
- Geologická expozice v Karlově Studánce (vzorky hornin z Hrubého i Nízkého Jeseníku, Rychlebských hor a Králického Sněžníku ve formě mnohatunových balvanů, vznikla v roce 1991)[2]
- Geopark Barrandien na dvoře Muzea Českého krasu v Berouně (venkovní expozice typických hornin Barrandienu, otevřena v roce 2003)
- Geopark Spořilov (téměř 50 druhů hornin z různých lokalit v Česku a na Slovensku, otevřen v roce 2003)
- Expozice bludných balvanů ve Velké Kraši (balvany transportované do podhůří Rychlebských hor Severoevropským pevninským ledovcem v období pleistocénu, vznikla mezi lety 2000–2005)
- Geologická expozice „Geologický vývoj jižní Šumavy“ (Stožec na Šumavě, otevřena v roce 2005)[3]
- Geopark Turold u Mikulova (ukázky 17 druhů hornin z různých míst Česka, vytvořen v roce 2006)
- Geologická expozice Pod Klokoty u Tábora (horniny z regionu Táborska a přilehlé jihozápadní oblasti Čech, vybudována v letech 2006–2007)
- Geologická expozice „Horniny a geologický vývoj Českého masivu“ v Botanické zahradě Přírodovědecké fakulty Univerzity Karlovy (otevřena v roce 2010)[4]
- Geologická expozice v lomu Paraple (ve skanzenu Solvayovy lomy, Svatý Jan pod Skalou, otevřena v roce 2011)[5]
- Geologická expozice v bývalém lomu Čížkova skála u Kutné Hory (kamenné bloky z kutnohorského krystalinika, otevřena v roce 2014)
- Didaktické centrum geologie v Říčanech (vybudováno v roce 2015)
- Geopark Přírodovědecké fakulty Univerzity Palackého v Olomouci (45 exponátů z 31 lokalit Moravy a Slezska, vybudován v roce 2015)[6]
- Geopark ve Vítkově
- Geologický park na VŠB – Technická univerzita Ostrava